# Áreas protegidas de Indonesia

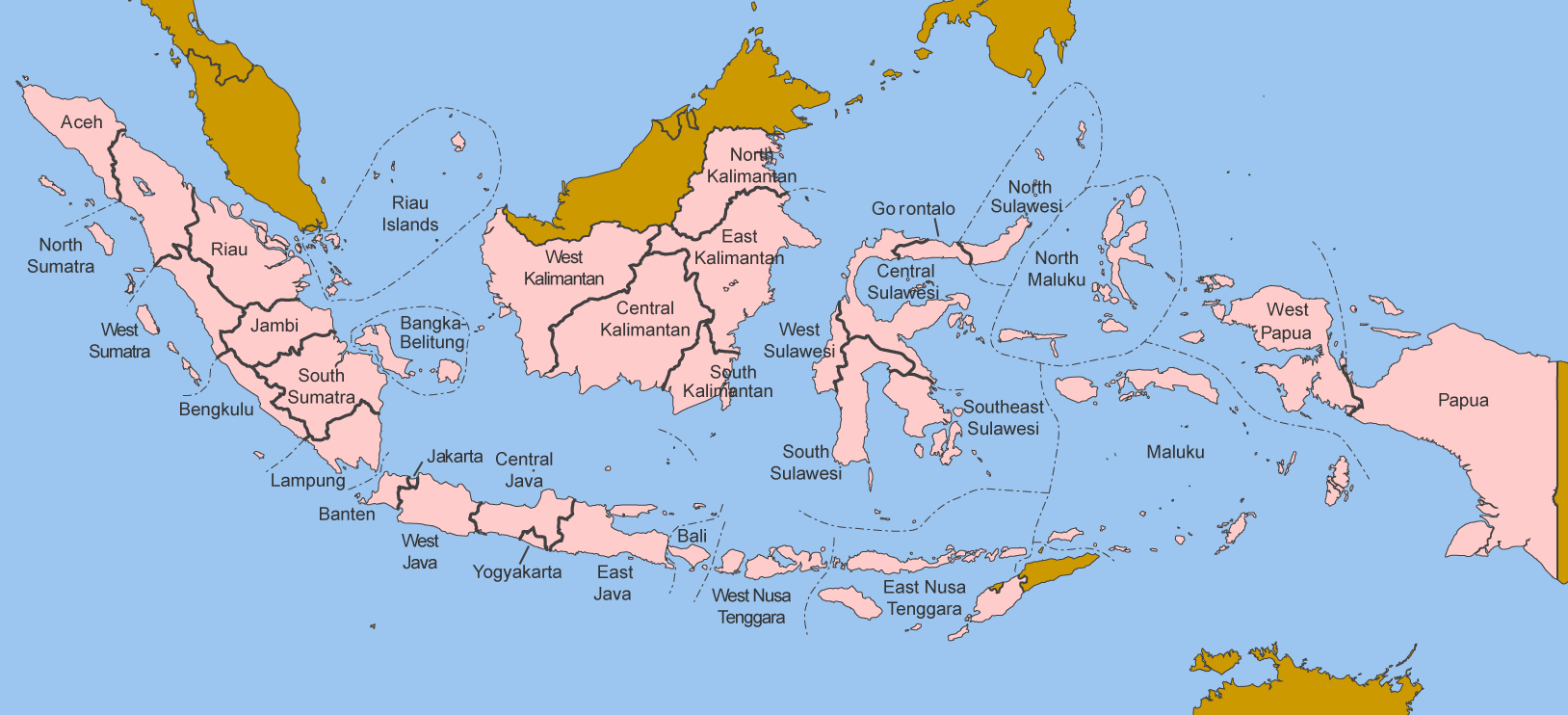
Provincias de Indonesia

Según la IUCN, en 2025, en Indonesia hay 699 áreas protegidas que ocupan unos 226.556 km², el 12,02% del territorio, además de 180.765 km² de áreas marinas, el 3 % de los 6.021.765 km² que pertenecen al país. De estas, 45 son parques nacionales, 21 son parques marinos recreativos, 36 son Parques forestales grandes, 28 son áreas marinas gestionadas localmente, 84 son reservas de vida salvaje, 11 son parques de caza, 11 son reservas naturales marinas, 9 son parques nacionales marinos, 4 son parques costeros, 136 son parques naturales recreativos, 5 son reservas de caza, 236 son reservas naturales, 1 es un área de gestión marina (Kota Batam), 1 es un área de protección cultural marina (KKM Hmas Perth), 1 es una reserva natural marina (Pantai Jamura Medi), 1 es un bosque protegido (Gunung Boliyohuto), 2 son santuarios de la naturaleza, 2 son parques en islotes, 2 son parques costeros con islotes y 5 son parques naturales marinos recreativos.
Por otra parte, en Indonesia hay 7 reservas de la biosfera de la Unesco, 4 sitios patrimonio de la humanidad y 7 sitios Ramsar con una extensión global de 13.730 km².

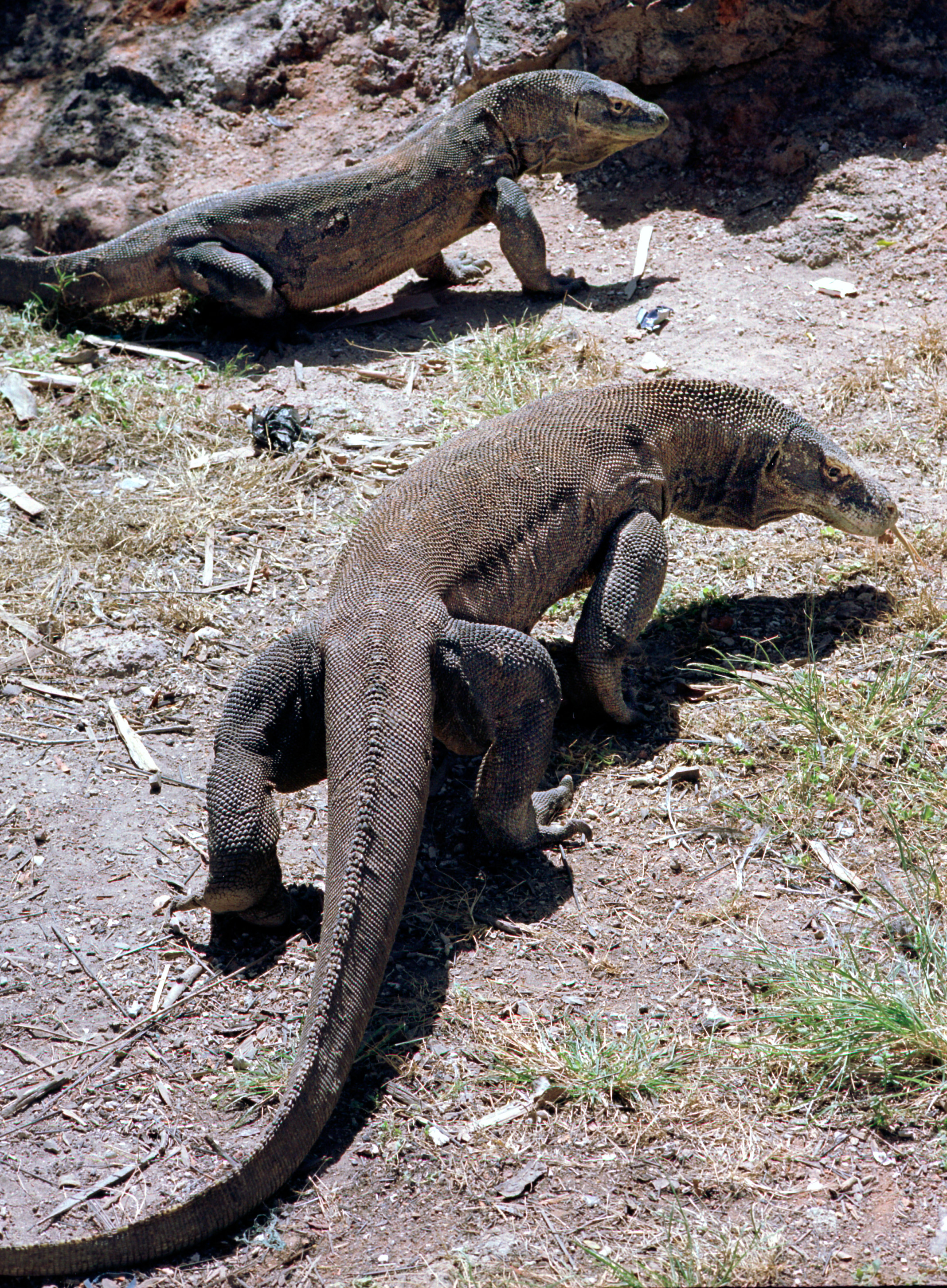
Dragones de Komodo en la isla de Rinca, en la Reserva de la biosfera de Komodo.

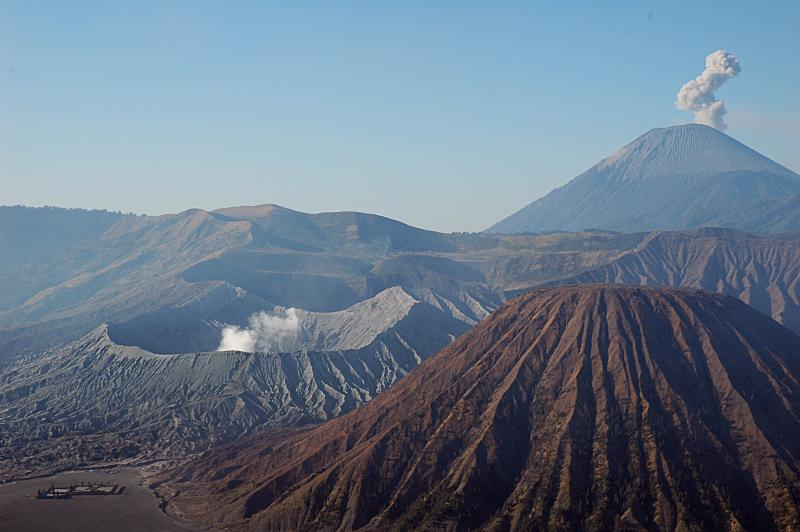
Parque Nacional de Bromo Tengger Semeru, al este de Java.

## Parques nacionales
En Indonesia hay 45 parques nacionales, aunque algunas listas incluyen 50 o 54, de los que nueve son parte de la Red Mundial de Reservas de la Biosfera y cinco son humedales calificados como sitios Ramsar por su importancia para las aves. A esto hay que añadir nueve parques nacionales marinos.
En total, el 9% de la superficie de Indonesia está protegida por parques nacionales. El primer grupo de cinco parques se estableció en 1980, incrementándose hasta 41 en 2003. En 2004 se añadieron nueve parques nuevos hasta alcanzar los cincuenta. El monte Tambora fue añadido en 2015, y en 2016 se añadieron tres más en Sumatra, Sulawesi y la isla de Bangka.

## Reservas de la biosfera de la Unesco
- Cibodas, en Java occidental, al sudoeste de Yakarta, 06°40' a 06°50S'; 106°51' a 107°02'E, 57.532 ha, bosque montano y submontano tropical húmedo bajo presión humana, laurel, roble, castaño, Schima wallichii. Comprende el Parque nacional de Gunung Gede Pangrango e incluye el Jardín Botánico Cibodas.[1]

- Komodo, 08°24' a 08°50'S; 129°21' a 129°49'E, 1.733 km². Entre Flores y Sumbawa, es también Parque nacional de Komodo, cubre las islas de Komodo, Rinca y Padar y numerosos islotes. Famosa por el dragón de Komodo.[2]

- Tanjung Puting, 02°35' a 03°35'S; 111°45' a 112°15'E, 4.150 km². En la isla de Borneo, provincia de Kalimantan Central. Famosa por la conservación del orangután de Borneo. Manglares, bosque costero y degradado.[3]

- Lore Lindu, 01°15' a 01°30'S; 119°50' a 120°20'E, 2.180 km², en Sulawesi.[4]

- Gunung Leuser, 02°55' a 04°05'N; 96°55' a 98°30'E, 7.927 km². Bosque lluvioso, norte de Sumatra.[5]

- Giam Siak Kecil-Bukit Batu (GSK-BB), 7.052 km². Humedales y turberas boscosas en Sumatra con especies raras. Elefante de Sumatra, tigre de Sumatra, cocodrilo marino, el pez Scleropages formosus o arawana asiática.[6]

- Siberut, 00°55' to 03°20'S; 98°31' to 100°40'E, 4.050 km². Es la mayor de las islas Mentawai, al oeste de Sumatra, con el 65% de las especies endémicas. Bosque húmedo subtropical y arrecifes de coral.[7]

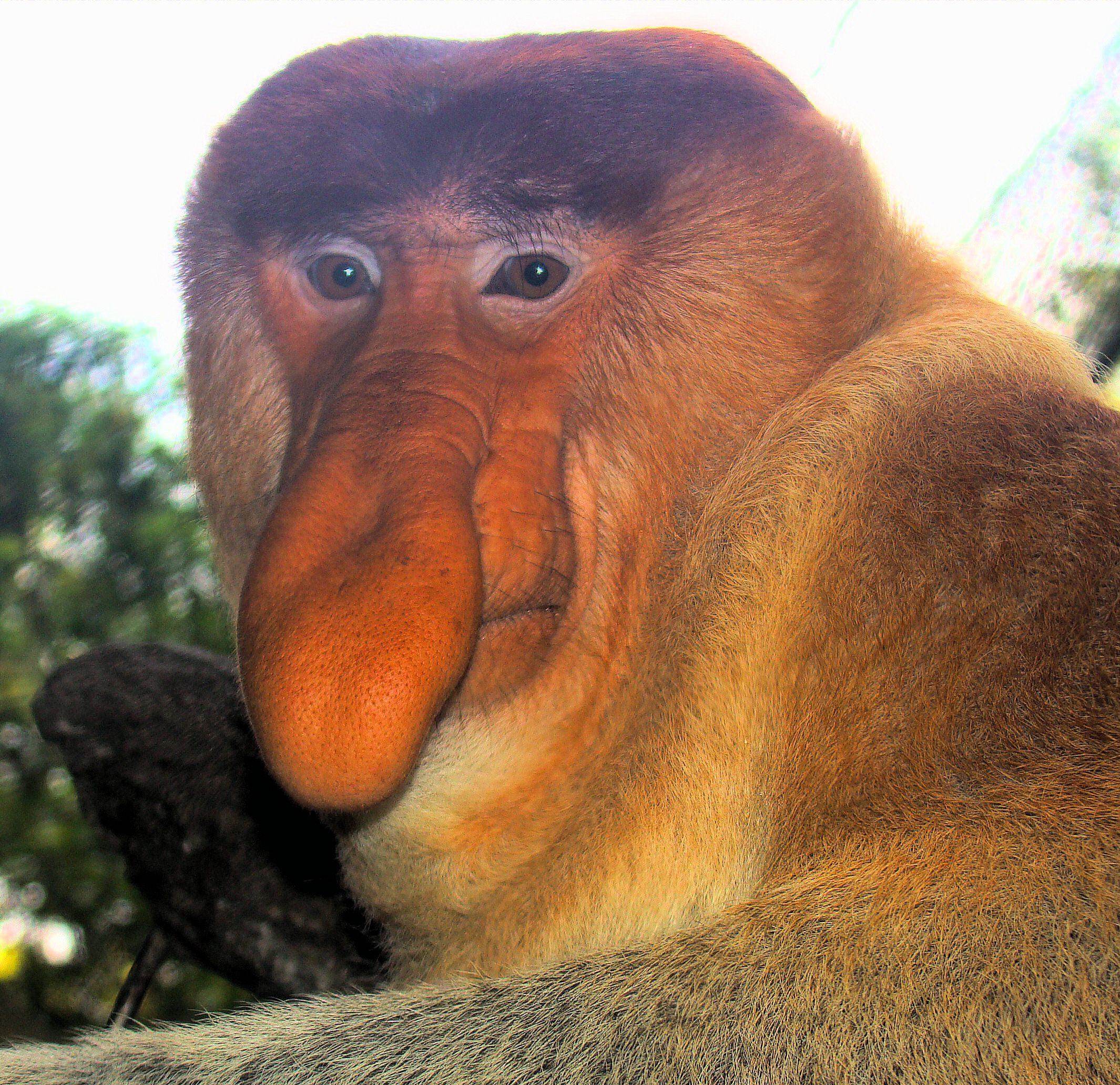
Mono narigudo, cuya mayor población se encuentra en Danau Sentarum.

## Patrimonio de la humanidad
- Parque Nacional de Komodo, 1.817 km²
- Parque Nacional de Ujung Kulon, 786 km²
- Parque nacional de Lorentz, 21.500 km²
- Patrimonio de los bosques tropicales ombrófilos de Sumatra, 26 000 km², la suma de los parques nacionales de Gurung Leusen, Kerinci Seblat y Burik Barisan Selatan.

## Sitios Ramsar
En Indonesia hay siete sitios Ramsar que cubren una superficie de 13.729,76 km2.

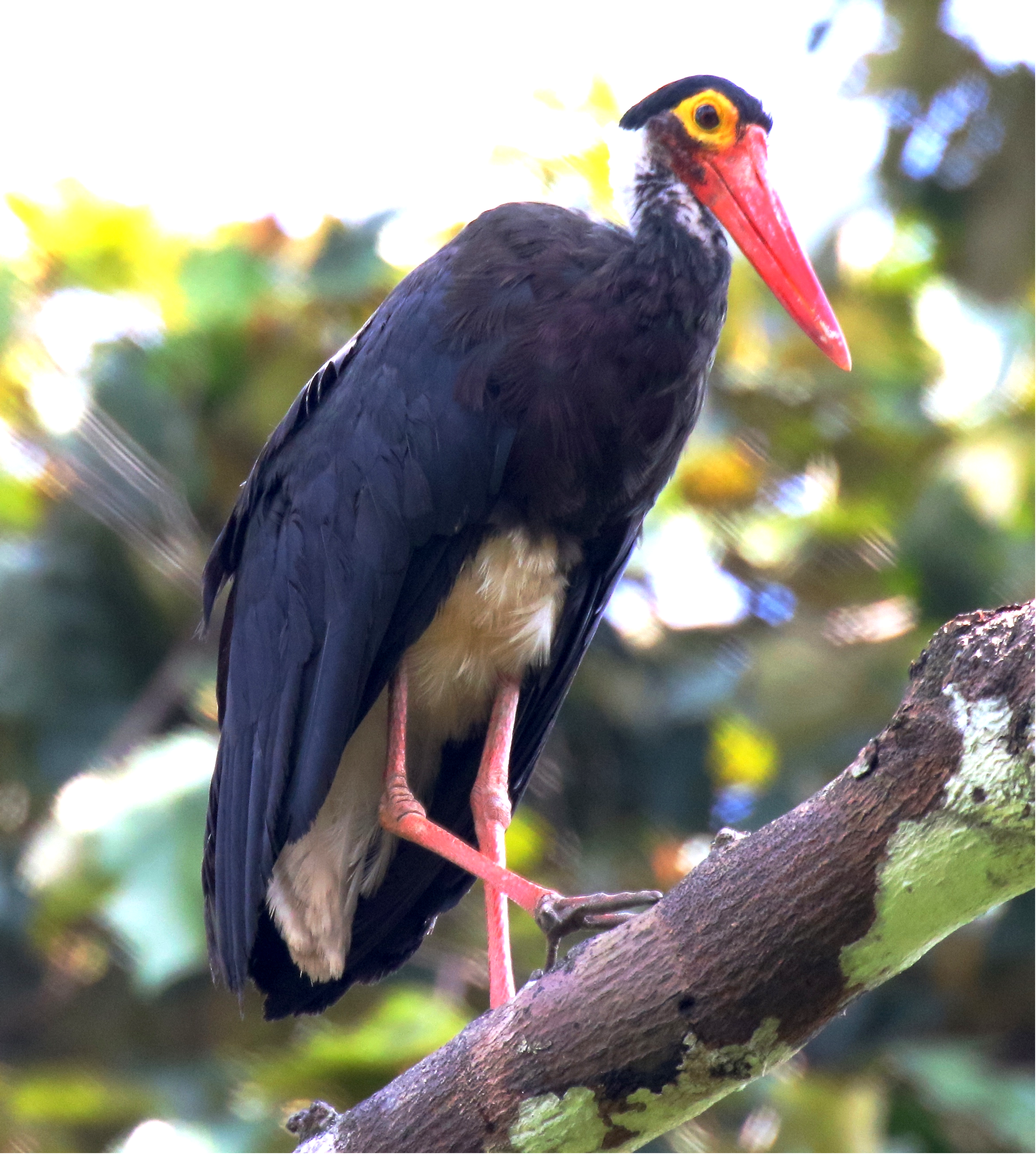
Cigüeña de Storm

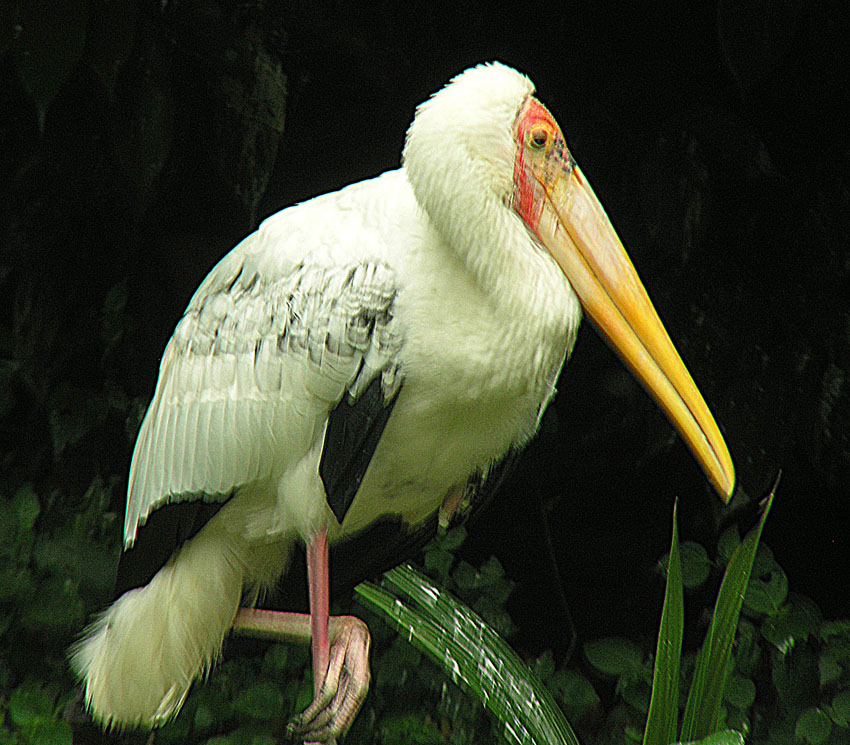
Tántalo malayo

- Parque nacional de Berbak, 1.627 km². En la provincia de Jambi, con una gran extensión de bosque tropical pantanoso con suelo ácido de turba (unos 1150 km2) y bosque tropical pantanoso de agua dulce (unos 450 km2), cortado por un gran río y habitado por pequeñas poblaciones nativas. El bosque permanece inundado gran parte del año y el agua salobre penetra unos 10 km tierra adentro. Hay unas 150 especies de árboles y unas 34 de peces. Alberga aves en peligro como la cigüeña de Storm, el pato de jungla y bucerótidos como el cálao. Entre los mamíferos, el rinoceronte de Sumatra, el tapir, el tigre y el oso malayo. Entre los reptiles, el cocodrilo marino y el falso gavial.
- Parque nacional de Tanjung Puting, 4.082 km². En la provincia de Borneo Central (Kalimantán Central). También Reserva de la biosfera de la Unesco. Hay siete tipos distintos de pantanos, incluyendo bosque con turberas pantanosas, bosque tropical de tierras bajas, bosque pantanoso de agua dulce, manglares y bosque de costa. Posee numerosas especies endémicas de flora y fauna adaptadas a los suelos ácidos de las turberas. Los habitantes de la zona aprovechan la madera, pescan y recolectan frutos y látex del árbol jelutong o Dyera costulata. La presión humana pone en peligro especies endémicas de árboles como Gonystylus bancanus y especies el género Shorea.
- Parque nacional de Wasur, 4.138 km². Humedales en las tierras bajas de la zona monzónica del sur de Nueva Guinea, en la Regencia de Merauke, en la provincia de Papúa Meridional. Está compuesta por zonas intermareales y manglares costeros, praderas inundables estacionalmente, pantanos con carrizales, sabana y bosque monzónico. En la zona hay especies raras de pájaros como la yerbera del Fly y el capuchino coronigrís. Decenas de miles de aves visitan la zona durante las migraciones procedentes de Siberia y el norte de Australia. La topografía es excepcionalmente llana, con muy poco drenaje natural en la mayor parte del área. En el sitio viven cuatro etnias que practican la agricultura de subsistencia en pequeñas granjas, con diversos lugares de importancia espiritual y arqueológica. Entre las especies invasoras figuran el jacinto  y la mimosa, así como la presión demográfica de la vecina ciudad de Merauke.
- Parque nacional de Sembilang, 20.289 km², 01°57′S 104°36′E. En la costa de la provincia de Sumatra Meridional. Junto a un estuario con el mayor manglar al este de Sumatra, en la parte occidental de Indonesia. Además de ser una zona de grandes migraciones de aves (entre medio millón y un millón pasan por aquí, de las que unas ochenta a cien mil permanecen), se encuentra el tigre de Sumatra y el elefante asiático, así como la cigüeña de Storm y la Orlitia borneensis (tortuga gigante malaya o de Borneo). Los manglares y el amplio delta aluvial albergan numerosos ejemplares de aves como el tántalo malayo, la Limnodromus semipalmatus, el archibebe moteado, el zarapito siberiano, el marabú menor y el pelícano oriental.
- Parque nacional de Rawa Aopa Watumohae, 1.052 km², 04°28′S 121°59′E. En la provincia de Célebes Suroriental, en la región natural de Wallacea. Está formada por manglares, sabana, turberas y bosques tropicales de tierras bajas y submontanos. Hay unas quince especies de mamíferos endémicos de las Islas Célebes, entre ellos la anoa de llanura y la civeta de las palmeras de Célebes.
- Reserva natural de Danau Sentarum, 800 km², 00°51′N 112°06′E, incluida en el Parque nacional de Danau Sentarum. Lagos de agua dulce, pantanos y humedales boscosos en Kalimantan, 185 especies de peces y 200 especies de aves. La mayor población conocida de mono narigudo.
- Reserva natural de Pulau Rambut, 90 ha, 05°58′S 106°42′E. En un pequeño atolón al noroeste de Yakarta, comprende arrecifes de coral, zonas intermareales, bosque de manglares, lagunas y humedales de agua dulce. Zona de migración de aves de octubre a diciembre, como el tántalo malayo y unas 15 especies de manglar. Solo se puede acceder en barcas con unas 30 personas.[8]

## Parques marinos
En 2012, Indonesia tenía unas cien áreas marinas protegidas que cubrían un área de 157.000 km², de las que 32 eran gestionadas por el Ministerio de Bosques y el resto por los gobiernos locales. En 2009, el presidente Susilo Bambang Yudhoyono declaró un objetivo para 2020 de 200.000 km².